# Ceratocentrus spinicornis
Ceratocentrus spinicornis là một loài bọ cánh cứng trong họ Cerambycidae.